# Capitán Prat (1890)
«Капітан Прат» — броненосець ВМС Чилі, побудований наприкінці 1880-х років і закінчений в 1890 році. Озброєний основною батареєю з чотирьох 240 міліметрових гармат 9,4 дюйм (240 мм) у чотирьох одногарматних баштах, «Капітан Прат» був першим у світі лінійним кораблем, оснащеним електричною системою. Він був побудований у Франції та введений в експлуатацію чилійським флотом у 1891 році. Іноземні флоти двічі намагалися придбати корабель перед початком воєн. Американці спробували зробити це у 1898 році та японці в 1903 році.
«Капітан Прат» служив у флоті близько десяти років, доки його не роззброїли відповідно до договору, підписаного з Аргентиною, який мав на меті зупинити морську гонку озброєнь між двома країнами. Однак потім корабель повернувся на службу і залишався активним на службі з флотом до 1926 року, коли він був призначений як корабель берегової оборони. У 1928—1930 рр. його використовували як плавучу базу підводних човнів, а в 1935 р.роззброїли і використовували як навчальний корабель для корабельних інженерів. Броненосець включався у списки ВМС до 1942 року, коли його продали на металобрухт.

## Конструкція

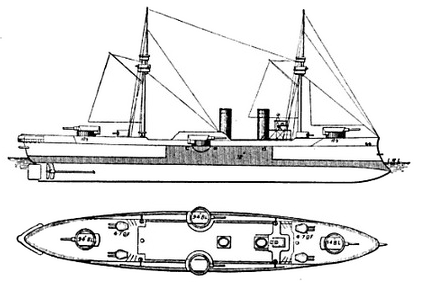
Креслення корабля, що показують розташування озброєння та протяжність броньованого поясу

Capitán Prat був розроблений Амабелем Лаганом (Amable Lagane), директором військово-морського конструювання верфі Forges et Chantiers de la Méditerranée у місті Ла-Сейн-сюр-Мер, Франція. Конструкція корабля вплинула на наступний проект пре-дредноута «Жорегіберрі», зокрема на використання двогарматних башт для допоміжної батареї корабля.